# Voznik (ozvezdje)
Voznik (latinsko Auriga) je ozvezdje severne nebesne poloble in eno od 88 sodobnih ozvezdij, ki jih je priznala Mednarodna astronomska zveza. Bilo je tudi eno od Ptolemejevih 48 ozvezdij. Ozvezdje je posvečeno Erehtoniju, Vulkanovemu sinu, božjemu kovaču. Postal je atenski kralj in iznašel štirivprežno kočijo.
Zvezde Almaaz (ε Aur), Azaleh (ζ Aur) in η Aur tvorijo asterizem Haedi (Otroci).

## Znana nebesna telesa v ozvezdju

### Zvezde
- Kapela  (α Aur) [Alhajot, Alhaior, Altaiot, Alhaiset, Alhatod, Alhojet, Alanac, Alanat, Alioc), štirizvezdje.
- Menkalinan (β Aur) [Menkalina, Menkarlina], prekrivalno spektroskopsko dvozvezdje.
- Elnas (γ Aur; β Bika) [Elnat, El Nat, Nat, Alnat].
- Pridžipati (δ Aur) [Pradža].
- Almaaz (ε Aur) [Alanz, Haldus, Al Anz], prekrivalno dvozvezdje.
- Azaleh (ζ Aur) [Haedi, Hoed, Saclateri, Sadatoni], prekrivalno dvozvezdje.
- η Aur [Hoed II].
- Mahasim (θ Aur) [Maha-Sim, Manus].
- Kabdhilinan (ι Aur) [Hasaleh, Haseleh].
- Al Hur (λ Aur).
- AE Aur, ubežna zvezda.
- HD 40979, planet b.
- HD 45350, planet b.
- HD 43691, planet b.
- HD 49674, planet b.